# Colin McRae Rally (Computerspiel)
Colin McRae Rally ist ein Rennspiel, das von Codemasters entwickelt sowie für PlayStation und Microsoft Windows veröffentlicht wurde. Es enthält 8 offizielle Fahrzeuge mitsamt Fahrern aus der Rallye-Weltmeisterschaft 1998. Eine zweidimensionale Variante für den Game Boy Color wurde von Spellbound entwickelt, von THQ veröffentlicht und erschien 2001.

## Entwicklung
Produzent Guy Wilday gab an, dass Sega Rally Championship ein starker Einflussfaktor war. Insbesondere das sehr zugängliche Fahrzeugverhalten. Ebenso Bleifuss Rally, das sich gleichfalls gut steuern ließ. Auch die gut ausbalancierte Steuerung von Wave Race wurde als Vorbild herangezogen, da sie leicht zu erlernen, aber erst langfristig zu meistern sei. Von den damaligen bestehenden Serien wie V-Rally wollte man sich in dem Sinne absetzen, dass die Regeln des Sports erhalten blieben. Man fuhr alleine auf der Strecke gegen die Zeit anstatt in Arcade-Spiel-Manier zeitgleich mit anderen Rennteilnehmern. Das Team entwickelte erstmals für die PlayStation, deren limitierte Ressourcen eine Hürde darstellten. Da die Streckenabschnitte in den Arbeitsspeicher geladen wurden, mussten diese mehrfach verkleinert werden. Trotz dieser Unwägbarkeiten ließ man sich Zeit, um kleine Details wie Schlammspritzer am Fahrzeug zu implementieren und intensive Playtests durchzuführen.

## Spielprinzip
Zunächst gilt es ein Fahrtraining mit Colin McRae zu absolvieren, in dem grundlegende Manöver vorgeführt werden, die der Spieler nachfahren muss. Anschließend können 48 WM-Etappen und vier Spezialstrecken gefahren werden, die in Neuseeland, Griechenland, Monte Carlo, Australien, Schweden, Korsika, Indonesien und Großbritannien verortet sind.

## Fahrzeuge
| Allrad - Subaru Impreza 22B - Mitsubishi Lancer Evolution 4 - Ford Escort WRC - Toyota Corolla WRC | Frontantrieb - Renault Mégane - Seat Ibiza Kit Car Evo2 - Volkswagen Golf GTI Kit Car - Škoda Felicia Kit Car | Bonus - Ford Escort ’75 - Lancia Delta Integrale - Ford RS200 - Audi Sport quattro S1 E2 - Toyota Celica GT-Four - Millennium 4 Rallye Special (Konzeptauto) |

## Rezeption
Das Spiel sei optisch wenig abwechslungsreich und mache Abstriche bei der Geräuschkulisse. Die Steuerung sei einwandfrei und das wirklichkeitsnahe Fahrverhalten begeistere. Mit einem Force Feedback Lenkrad seien die verschiedenen Bodenbeläge gut spürbar. Die Spielwelt versprühe das Gefühl von Freiheit und Abenteuer. Die Steuerung spreche schnell an. Die kurzen Etappen seien von der Länge gut austariert, da sie volle Konzentration benötigen. Die Grafik sei zu grob und enttäuschend, vor allem da 3D-Beschleuniger vorausgesetzt werden. Ein Arcade-Modus fehle. Das Unterbieten der Zeitvorgaben sei zu abstrakt. Das Fahrzeug wirke nahezu unzerstörbar. Das fehlende Verfolger-Element werden durch die perfekte Steuerung und dem spannenden Kursdesign wett gemacht. Colin McRae Rally sei die Referenz im Rally Simulationsbereich. Lediglich der Zwei-Spieler-Modus auf der PlayStation sei zu träge.